# Chaetosphaeridiaceae
Chaetosphaeridiaceae, porodica parožina smještena u vlastiti red, dio je razreda Coleochaetophyceae. Priznato je devet vrsta unutar 3 roda. Ime je došlo po rodu Chaetosphaeridium.

## Rodovi
1. Chaetosphaeridium Klebahn
2. Dicoleon Klebahn
3. Polychaetophora West & G.S.West

- Nordstedtia Borzì, sinonim za Chaetosphaeridium.